# Eremites de Monte Segestero
Els Eremites de Monte Segestero foren un orde monàstic de tipus semieremític fundat la primera meitat del segle xiv al Monte Segestero (Sestri Levante, Itàlia). L'orde, una de les branques de la família jerònima, va tenir poca difusió i en 1579 s'integrà en la Congregació dels Eremites de Sant Jeroni del Beat Pere de Pisa, que subsistí fins que fou suprimida el 1933.

## Història
L'orde fou fundat per Llorenç d'Espanya, eremita provinent d'alguna part d'Espanya qui, volent seguir l'exemple d'altres, es retirà a fer vida eremítica al mont Segestero, a Sestri Levante (província de Gènova). El seu exemple va atreure altres joves que volien dedicar-se a la pregària com ell i l'eremitori va haver d'ampliar-se, construint-hi més cel·les. Llorenç va dirigir la comunitat fins que morí, cap al 1351. Se'n feu responsables tres deixebles: Jaume, també espanyol, Raffaello di Orgio i Giacomo Galesio, que edificaren una església dedicada a l'Anunciació i un monestir, que fou ampliat en 1450 pel prior Nicola. No hi ha gaire dades sobre l'orde; entre els seus membres destaca Albert de Gènova, mort en 1450 i que figura com a sant al Martirologi romà.
En 1579, els frares foren agregats a la Congregació dels Eremites de Sant Jeroni del Beat Pere de Pisa.